# The Worrying Kind
The Worrying Kind è un brano musicale della band svedese The Ark, pubblicato come secondo singolo sul loro quarto album Prayer for the Weekend. Il 10 marzo 2007 la canzone vinse l'edizione annuale del Melodifestivalen e diventò così il brano che avrebbe rappresentato la Svezia all'Eurovision Song Contest 2007. La canzone vinse sia grazie al voto della giuria che grazie a quello del pubblico.

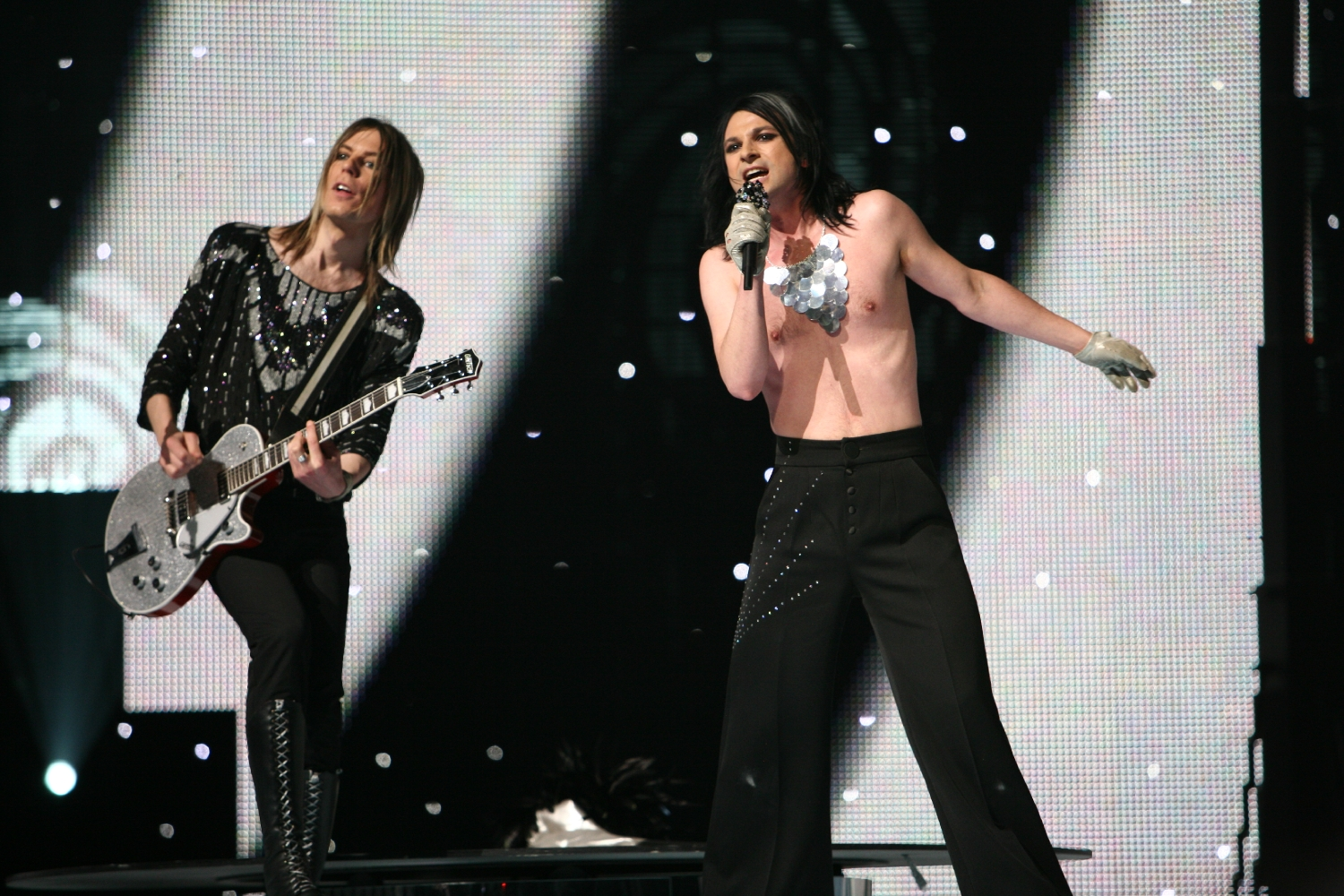
The Ark interpretano The Worrying Kind all'Eurofestival.

 Il brano include la frase "just a mortal with potential of a superman" (in italiano, solo un mortale con il potenziale di un superuomo), tratta dalla canzone del 1971 di David Bowie, intitolata Quicksand. Similarità sono presenti con Love Grows (Where My Rosemary Goes) del 1970, degli Edison Lighthouse. The Worrying Kind fu qualificata direttamente alla finale grazie al 5º posto di Carola Häggkvist nell'edizione dell'anno precedente. La canzone ricevette 51 punti totali, classificandosi 18ª su 24 finalisti. Di quei 51 punti, 12 furono ricevuti sia dalla Danimarca che dalla Norvegia, 10 dall'Islanda, 8 dalla Finlandia, 7 dal Regno Unito e 2 da Andorra.
Una cover di Maia Hirasawa fu nella Svensktoppen tra l'11 maggio e il 7 settembre 2008.

## Classifiche
| Classifica (2007) | Posizione più alta |
| ----------------- | ------------------ |
| Germania          | 99                 |
| Italia            | 34                 |
| Svezia            | 1                  |